# Adolf Willems
Pour les articles homonymes, voir Willems.
Adolf Willems, également dit Adolphe Willems, né le 20 octobre 1866 à Termonde, et mort dans la même ville le 2 juin 1953, est un peintre et aquarelliste belge.
Peintre de l'École de Termonde, son champ pictural couvre les sujets religieux, les intérieurs, les vues de villes, les paysages et les marines. Sa facture postimpressioniste est empreinte de luminisme. 

## Biographie

### Famille
Adolf (Adolphus Seraphinus) Willems, né rue Saint-Jacques à Termonde le 20 octobre 1866, est le fils d'Isidorus Willems (1834), aubergiste, et de Frederica Dierick (1836), mariés à Termonde le 6 août 1859. Il épouse à Termonde le 19 janvier 1895 Valeria Maria Ludovica (dite Louise) Scholliers (née à Termonde le 6 décembre 1872, et morte en 1970), dont il a neuf enfants.

### Formation
Adolf Willems étudie à l'Académie de dessin de Termonde auprès d'Isidore Meyers et de Jacques Rosseels, et remporte plusieurs prix décernés par l'institution.

### Carrière
En 1895, Adolf Willems s'établit comme peintre décorateur, architecte d'intérieur et restaurateur d'art. Il dirige sa propre entreprise jusqu'en 1935, date à laquelle son fils Herman lui succède. Il est également professeur, en 1894, puis directeur à l'école professionnelle de Lebbeke jusqu'en 1908.  En 1907, il est reçu comme membre de la Société de Termonde. De 1935, à sa mort, il vit exclusivement de son art.
Le 2 juin 1953, Adolf Willems meurt rue des Bogards à Termonde, à l'âge de 86 ans.

## Œuvre

### Caractéristiques
Son champ pictural couvre les sujets religieux, les intérieurs, les vues de villes, les paysages et les marines. Sa facture est empreinte de luminisme. Il réalise également des fresques dans plusieurs édifices : chapelle thérésienne et auberge Saint-Blasius à Termonde et . Il peint un chemin de croix pour l'église des Pères Rédemptoristes à Gand et une fresque murale au Collège OLV à Audenarde.
Depuis 1895, Adolf Willems, grâce à son talent solide, d'une facture généreuse largement enlevée, est considéré comme l'un des artistes de valeur de la nouvelle génération de l'École de Termonde.
Lorsqu'il expose à Termonde en 1895, la critique du quotidien Le Vingtième siècle est élogieuse : « M. Adolf Willems est un jeune artiste, inconnu encore hors de sa ville natale. Dessins, aquarelles, panneaux décoratifs, tableaux, tous les genres sollicitent son talent. Quelle exubérance, quelle originalité d'invention, quelle harmonie ! C'est le soleil levant caressant les eaux au milieu des arbres et des fleurs ; c'est la lune apparaissant pâle dans le même paysage ; c'est un centaure s'élançant hardiment dans les vignes ; ce sont des ondines éthérées se jouant dans une onde au cours capricieux, ayant pour horizon Termonde avec ses remparts et ses clochers. M. Willems a de la poésie dans la composition et de la couleur. »

### Expositions
- Exposition des beaux-arts à Termonde en octobre 1895 : dessins, aquarelles, panneaux décoratifs et peintures[6].
- Exposition au Cercle artistique de Termonde du 18 août au 3 septembre 1907[7].
- Salon de Bruxelles de 1907 : Le Prie-Dieu (aquarelle)[8]
- Salon de Bruxelles de 1914 : Intérieur d'église[9].
- Cercle artistique de Termonde : 1923, 1926 (Vieux foyer, Effet de lune et La Semaine sainte), 1930, 1936[10].